# Чоповенко Захар Якович
Захар Якович Чоповенко (1863–1909) — український державний діяч, депутат Державної думи II скликання від Київської губернії.

## Життєпис
Походив з містечка Булай Бердичівського повіту Київської губернії.
Освіти не отримав. Був волосним суддею, пізніше служив сільським касиром. Займався землеробством на ділянці землі площею 3 десятини.
Під час виборів до Думи залишався безпартійним лівим. Займався революційною діяльністю.
8 лютого 1907 обраний до Державної думи II скликання від загального складу виборців Київських губернських виборчих зборів. Увійшов до складу Трудової групи і фракції Селянської спілки. Членом думських комісій не був. Залишив фракцію Трудової групи, зробивши заяву 25 травня 1907 через перехід до Української громади.
7 травня 1907 на основі заяви міністра юстиції був притягнутий до кримінальної відповідальності за постановою Київського окружного суду.
У 1909 засуджений до 1 року тюремного ув'язнення за революційну пропаганду. У тому ж році помер в ув'язненні.